# Sofia Alexeevna
Sofia Alexeevna (n. 27 septembrie 1657, Moscova, Țaratul Rusiei – d. 14 iulie 1704, Moscova, Țaratul Rusiei) a condus ca regent al Rusiei din 1682 până în 1689. Ea s-a aliat cu un capabil politician și curtean, prințul Vasili Golițin, pentru a conduce mai ușor în timpul minorității fratelui ei Ivan V și al fratelui vitreg Petru I. Ea a condus cu o mână fermă. Activitatea acestei „bogatîr-țarină” (cum a numit-o Sergei Soloviov) a fost cu atât mai extraordinară, cu cât toate femeile moscovite de clasă superioară  erau ținute la distanță de orice implicare directă în politică.

## Tinerețe
Sofia a fost a treia fiică supraviețuitoare a țarului Alexiei I cu prima sa soție, Maria Miloslavskaia. Ea a fost singura dintre surorile ei care a fost educată de Simeon Poloțki care i-a învățat și pe moștenitorii țarului Alexis țareviciul Alexei și țareviciul Feodor. După moartea fratelui ei, țarul Feodor al III-lea, la 27 aprilie 1682, Sofia a intrat pe neașteptate în politica rusă, încercând să-l împiedice pe tânărul ei frate, Peter Alekseievici în vârstă de 9 ani, să ia tronul în locul fratelui său mai mare țareviciul Ivan, care avea 16 ani. 

## Ascensiunea la putere
Cu toate că Sofia a ieșit din umbră în timpul luptelor dinastice din 1682, influențele ei anterioare pot ajuta la explicarea ascensiunii sale la regență. La schimbarea anterioară a domnitorului din 1676, este posibil ca Sofia să fi acționat în interesul fratelui ei, Feodor, deoarece au existat diverse zvonuri despre pledoaria ei către tatăl ei, muribundul țar Alexei, de a nu-l proclama pe Petru moștenitorul său. Capacitatea lui Feodor de a conduce Rusia a fost pusă la îndoială, pe baza naturii sale slabe și a sănătății precare. Dar abilitatea sa mentală s-a dezvoltat destul de bine de-a lungul timpului, datorită învățăturilor primite de la Simeon Poloțki. În timpul scurtei domnii a lui Feodor al III-lea (1676-1682), mulți istorici susțin că acest „a condus de fapt sub protectoratul surorii sale Sophia”. Pe măsură ce sănătatea tânărului țar Feodor a început să se înrăutățească, mai mulți indivizi au început să-l sfătuiască, iar Sophia a văzut că influența ei asupra lui este în scădere constantă. Știind că cei de la curte niciodată nu au ajutat o femeie aflată în situația ei, și-a folosit legăturile, făcându-și aliați și planificând în mod oficial asigurarea tronului. Când Feodor a murit (la 7 mai [S.V. 27 aprilie] 1682     ), Sophia s-a întors imediat pe scena politică. Ea a participat la înmormântarea fratelui ei și a provocat o agitație în timp ce făcea acest lucru. În epoca Sofiei, rudele feminine ale țarului erau ținute departe de curte și de alte sfere politice, iar înmormântările aveau loc în mod tradițional fără femei. Sofia a venit în înmormântare, insistând asupra prezenței sale și a lansat simultan un lanț de evenimente care au dus la regența ei.
Clanul Miloslavski, grupat în jurul lui familiei lui Feodor și a Sofiei, a profitat de răscoala streliților (din 25 mai [S.V. 15 mai] 1682) pentru a încorona pe Sofia. Țarul Alexei lăsase în urma lui două familii de la cele două soții ale sale și fiecare dintre cele două ramuri se mândreau cu cel puțin un moștenitor masculin. În timp ce clanurile celor două soții ale lui Alexei erau în conflict, Sofia a conceput un plan pentru a asigura puterea pentru ea și familia ei. Promovând cazul fratelui său bun, Ivan, ca moștenitor legitim al tronului, Sofia a încercat să-i convingă pe patriarh și pe boieri că ar trebui să-și anuleze decizia recentă de a-l încununa pe Petru. A insistat că proclamarea lui Petru ar încălca legile monarhice sărind peste fratele ei mai mare ca Petru și dată fiind incapacitatea lui, a propus o coroană împărțită între Ivan și ea însăși. După respingerea rapidă și în unanimitate a instanței a acestei propuneri, Sofia s-a adresat trupelor militare descurajate, de streliți, pentru ajutorul și sprijinul lor. Renunțarea pe nedrept la drepturile lui Ivan la domnie, a acționat ca un catalizator al trupelor deja nemulțumite și frustrate. Problemele multiple, inclusiv tactici motivaționale nemiloase și lipsa de odihnă, au condus la o extremă opoziție violentă împotriva alegerii „nedrepte” a lui Petru. Pe măsură ce luptele au încetat și viața lui Petru a fost marcată pe viață de sângele vărsat de rudele lui Narișkin, streliții și-a îndeplinit cerințele inițiale. În urma rebeliunii streliților, la 25 iunie 1682, Patriarhul Ioachim al Moscovei l-a încoronat pe incompetentul Ivan ca țar senior (Ivan al V-lea) și pe Petru, în vârstă de numai nouă ani, ca țar junior. Sofia a fost considerată unicul membru matur din punct de vedere intelectual al familiei conducătoare în momentul morții lui Feodor, ceea ce a făcut-o favorită să conducă în numele copilului Petru și al ineptului Ivan. Folosind cunoștințele politice și practice pe care le-a dobândit de partea lui Feodor, Sofia i-a convins pe nobili și pe patriarhul Moscovei de capacității sale de a guverna Rusia. Vasili Golițin a fost instalat ca șef al guvernului de facto, executând majoritatea politicilor în timpul regenței sale. 

## Viața romantică
Relația Sofiei cu prințul Golițin nu a fost neapărat romantică. Prințul avea o soție și o familie numeroasă într-o perioadă în care boierii erau încă atașați de Domostroi, un cod matrimonial din timpul domniei lui Ivan al IV-lea. Câteva memorii din secolul al XVIII-lea au dat naștere zvonurilor potrivit cărora Golițin a fost iubitul Sofiei. Unii găsesc dovezi în acest sens în tonul corespondenței Sofiei cu acesta, în 1689. În orice caz, o relație romantică între cei doi nu ar putut începe atunci când s-au întâlnit prima dată în timpul domniei lui Feodor. Feodor i-a acordat o mare încredere lui Golițin și nu există nicio dovadă că Sofia și Vasili ar fi acționat împotriva obiceiurilor, lucru care i-ar fi ținut deoparte până la moartea lui Feodor. Nu există nicio suspiciune a vreunei relații între cei doi până la scrisoarea din 1689, chiar și în perioada ascensiunii la putere a lui Golițin.

## Regență

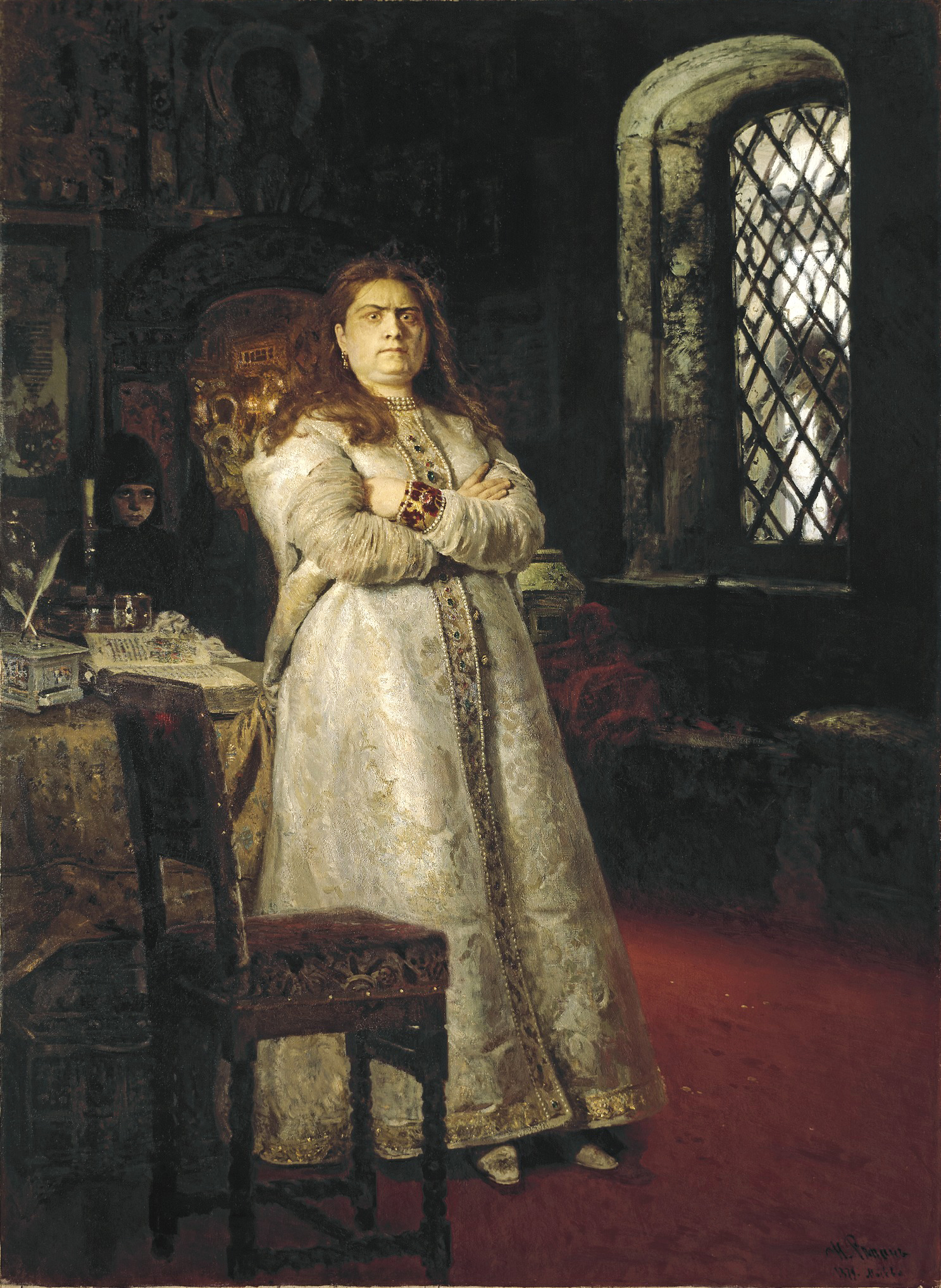
Pictura lui Ilia Repin din 1879 o înfățișează pe Sofia după căderea ei de la putere, limitată la o celulă din Mănăstirea Novodevici. Tot în tablou, în afara ferestrei, un streliț este agățat pentru a arată soarta celor care au încercat să o readucă pe tron.

Când vechi-credincioșii s-au alăturat rebelilor în toamna anului 1682 și au cerut inversarea reformelor lui Nikon, Sofia a cedat controlul asupra streliților în favoarea aliatului ei, prințul Ivan Hovanski, pe care l-a numit conducătorul trupelor. După ce a ajutat-o pe Sofia în luna mai, Hovanski și-a folosit influența asupra streliților pentru a forța curtea ei să fugă din Kremlinul din Moscova și să caute refugiu în Mănăstirea Troiței Sf. Serghiev. Streliți, care au instigat la revoltă, au sperat să ia puterea Sofiei și să-l pună regent pe prințul Ivan Hovanski, pentru a satisface dorința lor tot mai mare de concesii. După ce Sophia și susținătorii ei au reușit să părăsească Moscova, Hovanski a venit să negocieze cu ea în satul Vozdvizhenskoye, dar aici a fost executat împreună cu fiul său, prințul Andrei Ivanovici.
În cei șapte ani de regență, Sophia a făcut câteva concesii pentru posade (centre comerciale fortificate) și a relaxat politicile de detenție față de țăranii fugari, ceea ce a provocat nemulțumiri în rândul nobililor. De asemenea, a depus eforturi pentru a promova organizarea armatei. În mod special, intrigată de arhitectura în stil baroc, Sofia a fost responsabilă pentru promovarea cartierului străin și crearea Academiei Slavono-Greco-Latină (rusă: Славяно-греко-латинская академия), prima instituție de învățământ superior din Rusia. Cele mai importante aspecte ale politicii sale externe, așa cum a fost concepute de Golițin, au fost Tratatul de pace eternă din 1686 cu Polonia, Tratatul de la Nerchinsk cu China din 1689 și campaniile din Crimeea împotriva Turciei. Cu toate că a condus alături de prințul Golitsyn, domnia Sofiei a adus două dintre cele mai vechi tratate diplomatice și a dus la o creștere și un progres interior. În ciuda celorlalte realizări ale sale, influența și efectul Sofiei asupra tânărului Petru rămâne cea mai semnificativă parte din timpul domniei sale, întrucât rebeliunea din 1682 a stârnit o neîncredere în nobilimea care a ajuns să-i pună la îndoială conducerea. 

## Pierderea tronului
Regența Sofiei a avut capcanele oricărei regențe tipice, iar adevăratul țar creștea în poziția sa cu fiecare an care trecea. La vârsta de 16 ani, Petru I a cerut ca Golițin să-i raporteze cu privire la toate problemele, iar familia Narișkin s-a pregătit pentru mult așteptata lor ascensiune la putere. În 1688, Petru a început să-i promoveze pe cei din clanul său, iar Sofia a rămas neputincioasă în a opri preluarea treptată a controlului. În această perioadă, Sofia l-a ignorat pe tânărul țar, lăsându-l să-și antreneze Gărzile Preobrajenski  și Semenovski în Preobrajenskoe. Cu toate că unii istorici susțin că Sofia ar fi încercat intenționat să-l neutralizeze pe Petru și să-l înlăture din lumea politică, implicarea ei rămâne neclară. Sofia și clanul ei au discutat despre încoronarea ei ca țarină și în august 1687 au încercat să-i convingă pe streliți să facă petiție în numele ei. După ce au refuzat, Sofia și susținătorii ei au ajuns în declin în 1688, în timp ce războiul din Crimeea a adus revolte și tulburări la Moscova. Pentru a înrăutăți situația, Petru s-a căsătorit, pregătindu-se pentru guvernare, iar lui Ivan al V-lea i s-a născut o fată, eliminând orice pretenție la tron a urmașilor săi. Tensiunile dintre cele două fracțiuni au continuat să crească, până când Petru I a împlinit 17 ani, când rudele lui au cerut ca Sofia să cedeze puterea. Ca răspuns, Șaklovitîi a sfătuit-o pe Sofia să se proclame țarină și a încercat să-i facă pestreliți să se răscoale din nou. Totuși, majoritatea unităților de streliți au părăsit centrul Moscovei către suburbia Preobrajenskoye și mai târziu către Mănăstirea Troița-Sf. Serghiev, unde locuia tânărul țar. Simțind cum puterea îi alunecă din mâini, Sofia i-a trimis pe boieri și pe Patriarh la Petru, rugându-l să se alăture ei la Kremlin. El a refuzat cu tărie demersurile ei, cerând executarea lui Șaklovitîi și exilul lui Golițin.
După ce Sofia a acceptat să se predea în mâinile boierilor ei în vârstă, a fost arestată și forțată să se retragă la Mănăstirea Novodevichy fără a fi obligată să se călugărească. Este posibil ca Sofia să fi făcut o ultimă încercare de a-și asigura puterea, cu toate că implicarea ei este neclară. Indiferent de intenția ei, soarta ei a fost pecetluită zece ani mai târziu, când streliții au încercat să o repună în funcție la Kremlin în timpul absenței lui Petru din țară. Această răscoală a fost suprimată cu o mână de fier și în curând cadavrele rebelilor au fost atârnate în fața ferestrelor Sofiei. Călugărindu-se, ea a fost ținută în cea mai strictă izolare, astfel încât alte maici nu aveau voie să o vadă decât în ziua de Paști. A murit în Mănăstirea Novodevichy șase ani mai târziu.

## Sofia în cultura populară
Ea a fost portretizată în mod fictiv în romanul chinezesc al lui Jin Yong The Deer and the Cazdron în care tânărul protagonist Wei Xiaobao s-a dus în Rusia și a ajutat-o să conducă lovitura de stat împotriva fratelui său jumătate Petru I. S-a sugerat că acest eveniment a dus la pacea dintre Imperiul Qing și Rusia în Tratatul de la Nercinsk. 
Vanessa Redgrave a interpretat personajul Sofia Alexeevna în miniserialul TV din 1986, Peter the Great. Pentru acest rol a fost nominalizată la premiul Emmy pentru cea mai bună actriță  în rol secundar într-o miniserie.